# Grandiphyllum
Grandiphyllum é um género de plantas com flores pertencentes à família Orchidaceae.
A sua distribuição nativa é do sudeste e sul do Brasil ao nordeste da Argentina.
Espécies:
- Grandiphyllum auricula (Vell.) Docha Neto
- Grandiphyllum divaricatum (Lindl.) Docha Neto
- Grandiphyllum edwallii (Cogn.) Docha Neto
- Grandiphyllum hians (Lindl.) Docha Neto
- Grandiphyllum ilhagrandense V.P.Castro & G.F.Carr
- Grandiphyllum micranthum (Kraenzl.) J.M.H.Shaw
- Grandiphyllum pohlianum (Cogn.) Docha Neto
- Grandiphyllum schunkeanum (Campacci & Cath.) Campacci